# Звала се Фериха
Звала се Фериха (тур. Adını Feriha koydum) турска је телевизијска серија, снимана 2011. и 2012.
У Србији серија је са премијерним емитовањем кренула 31. маја 2015. на телевизији Прва, међутим емитовање је прекинуто 27. јуна 2015. Прва је годину дана касније, у наредном наврату емитовала целу серију, а након чега је серија поново емитована на каналу Прва ворлд.

## Радња
Фериха је прелепа девојка која живи у луксузној четврти. Њен отац Риза је домар, а мајка Зехра спремачица. Заједно са браћом Мехметом и Омером живи у подруму зграде сањајући о животима какве воде станари те зграде. Они су успешни и богати, имају најновије телефоне, аутомобиле, одећу и путују светом. Фериха се дружи са богатом, размаженом и психички нестабилном Џансу и имућном кћерком дизајнерке, Ларом. Иако није из њиховог света, Фериха својом упорношћу и устрајношћу добије стипендију за престижни факултет који похађају деца најбогатијих турских породица. На почетку године Фериха привуче пажњу најпопуларнијем младићу и плејбоју Емиру. Када сретне Емира, срамећи се свог порекла, Фериха му се представи као млада богаташица из угледне породице. Како време даље одмиче Фериха и Емир се све више заљубљују једно у друго, али упоредно са тим и Ферихине лажи постају све компликованије и веће.
Лепа Фериха тако ће створити своју лажну бајку у којој је она принцеза. Али срећа неће потрајати задуго, јер свака лаж на крају буде откривена. Сазнаће се права истина ко је девојка под именом Фериха.

## Сезоне
| Сезона | Сезона | Број епизода                    | Приказивање у Турској                     | Приказивање у Србији                                                     |
| ------ | ------ | ------------------------------- | ----------------------------------------- | ------------------------------------------------------------------------ |
|        | 1      | 24 / 63 (1 — 24) / (1 — 63)     | 14. јануар 2011 — 24. јун 2011. ()        | 31. мај 2015 — 27. јун 2015. (Прва) 4. април 2016 — 16. јул 2016. (Прва) |
|        | 2      | 43 / 106 (25 — 67) / (64 — 169) | 9. септембар 2011 — 29. јун 2012. ()      | 16. јул 2016 — 7. новембар 2016. (Прва)                                  |
|        | 3      | 13 / 18 (68 — 80) / (170 — 187) | 7. септембар 2012 — 14. децембар 2012. () | 7. новембар 2016 — 16. децембар 2016. (Прва)                             |

## Улоге
| Глумац:                    | Улога:          |
| -------------------------- | --------------- |
| Хазал Каја                 | Фериха Јилмаз   |
| Чагатај Улусој             | Емир Сарафоглу  |
| Вахиде Перчин              | Зехра Јилмаз    |
| Метин Чекмез               | Риза Јилмаз     |
| Дениз Угур                 | Санем Илханли   |
| Седеф Шахин                | Џансу Илханли   |
| Јусуф Акгун                | Корај Онат      |
| Џејда Атеш                 | Ханде Гезгин    |
| Турку Туран Пелин Ермиш    | Гулсум          |
| Мелих Селџук               | Мехмет Јилмаз   |
| Аху Сунгур                 | Ајсун Сарафоглу |
| Ајча Варлијер Ебру Унуртан | Тулин Атабејли  |
| Харун Акјуз                | Илкер           |
| Феиза Џивелек              | Лара            |
| Озџан Џарда                | Халдун Илханли  |
| Ераy Озбај Мурат Онук      | Унал Сарафоглу  |
| Џихан Окан                 | Орхан           |
| Гулшах Фиринџоглу          | Гунџе           |
| Лејла Ердоган              | Софи Зехра      |
| Есин Еден                  | Румејса         |
| Емре Коџ                   | Јавуз Санџактар |
| Ајшегул Ујгунер            | Хатиџе          |
| Несем Акхан                | Сехер           |
| Букет Акситоглу            | Нехир           |
| Бариш Килиџ                | Левент Сеимен   |
| Уфук Тан Алтункаја         | Халил           |
| Нуриниса Јилдирим          | Невбахар Сеимен |
| Сарп Џан Кородоглу         | Булент Сеимен   |
| Симге Дефне                | Азра            |
| Гизем Караџа               | Гунеш           |
| Зејнеп Чамџи               | Џан             |
| Артун Чаглар               | Омер Јилмаз     |
| Биргул Улусој              | Гулфидан        |
| Кан Олчај                  | Џан Сарафоглу   |